# Лінгвістична модель (математичне моделювання)
Лінгвістична модель — побудована на основі лінгвістичного моделювання сукупність символьних (лінгвістичних) послідовностей за обраними параметрами лінгвістизації та відновлена на її основі формальна граматика.
Лінгвістична модель динамічного процесу складається з наступних елементів
<D,I,L,G>
де D — сукупність часових рядів динамічного процесу та рядів, похідних від вхідних даних,
I — спосіб та правила інтервалізації,
L — морфізм відображення інтервального представлення ряду на певний алфавіт,
G — відновлена граматика динамічного процесу.
Великий внесок до галузі побудови лінгвістичних моделей та їх ймовірнісних гібридів внесли Марков А.А.(ст.), Канторович Л.В., Колмогоров А.М., Хомский Н., Апресян Ю.Д., Фу К.С., Рабінер Л. тощо. 
Лінгвістичне моделювання — комплекс методів, методик та алгоритмів, які використовують процес перетворення числових масивів інформації до лінгвістичних послідовностей на основі яких відновлюється формальна граматика.
Лінгвістичне моделювання повинно забезпечувати:
- обґрунтований вибір інтервалів для виконання задач лінгвістизації (інтервалізація);  
- ефективне перетворення числових масивів даних до лінгвістичних ланцюжків; 
- підходів вивчення впливу обраних параметрів лінгвістизації на кінцеві результати застосування лінгвістичного моделювання; 
- відновлення за лінгвістичними ланцюжками формальних граматик, в тому числі на ймовірнісних граматик та використання апарату прихованих марковських моделей для побудови гібридних моделей на основі лінгвістичного моделювання; 
- інтеграцію лінгвістичних моделей з іншими обчислювальними парадигмами та створенні на їх основі гібридних процедур для вирішення різноманітних практичних завдань.
Лінгвістизація - процес перетворення часових рядів до сукупності лінгвістичних послідовностей, на основі яких будується формальна граматика.